# سيلفير ليك (أوهايو)
سيلفير ليك، أوهايو

سيلفير ليك (بالإنجليزية: Silver Lake)‏ هي مدينة أمريكية تقع في ولاية أوهايو. تبلغ مساحة هذه المدينة 4.143 (كم²)،ويبلغ عدد سكانها 3019 نسمة حسب إحصاء سنة 2010 م 3019.تشير إحصاءات سنة 2000م بأن الكثافة السكانية في هذه المدينة تقدر بـ(822.1) نسمة/كم2 

## التركيبة السكانية
قام مكتب تعداد الولايات المتحدة بتحديد بيانات التركيبة السكانية لسيلفير ليك في تعداد الولايات المتحدة. في ما يلي، التركيبة السكانية حسب تعدادي 2000 و2010.

### تعداد عام 2000
بلغ عدد سكان سيلفير ليك 3,019 نسمة بحسب تعداد عام 2000، وبلغ عدد الأسر 1,235 أسرة وعدد العائلات 918 عائلة مقيمة في القرية. في حين سجلت الكثافة السكانية 2,129.2 نسمة لكل ميل مربع (822.1/كم2). وبلغ عدد الوحدات السكنية 1,316 وحدة بمتوسط كثافة قدره 928.1 نسمة لكل ميل مربع (358.3/كم2).
وتوزع التركيب العرقي للقرية بنسبة 98.24% من البيض و 0.10% من الأمريكيين الأصليين و 0.70% من الأمريكيين ذوي الأصول الآسيوية و 0.13% من الأمريكيين الأفارقة و 0.66% من عرقين مختلطين أو أكثر.
بلغ عدد الأسر 1,235 أسرة كانت نسبة 27.3% منها لديها أطفال تحت سن الثامنة عشر تعيش معهم، وبلغت نسبة الأزواج القاطنين مع بعضهم البعض 68.6% من أصل المجموع الكلي للأسر، ونسبة 4.5% من الأسر كان لديها معيلات من الإناث دون وجود شريك، وكانت نسبة 25.6% من غير العائلات. تألفت نسبة 23.9% من أصل جميع الأسر من أفراد ونسبة 17.7% كانوا يعيش معهم شخص وحيد يبلغ من العمر 65 عاماً فما فوق. وبلغ متوسط حجم الأسرة المعيشية 2.88، أما متوسط حجم العائلات فبلغ 2.43.
بلغ العمر الوسطي للسكان 48 عاماً. وكانت نسبة 22.7% من القاطنين تحت سن الثامنة عشر، وكانت نسبة 3.8% بين الثامنة عشر والأربعة وعشرون عاماً، ونسبة 19.1% كانت واقعةً في الفئة العمرية ما بين الخامسة والعشرون حتى والأربعة وأربعون عاماً، ونسبة 27.2% كانت ما بين الخامسة والأربعون حتى الرابعة والستون، ونسبة 27.1% كانت ضمن فئة الخامسة والستون عاماً فما فوق. يوجد لكل 100 أنثى 89.8 ذكر، ويوجد لكل 100 أنثى في الثامنة عشر من عمرها فما فوق 84.4 ذكر.
بلغ متوسط دخل الأسرة في القرية 70,875 دولار، أما متوسط دخل العائلة فبلغ 79,286 دولار. وكان متوسط دخل الذكور 64,265 دولار مقابل 38,529 دولار للإناث. وسجل دخل الفرد الخاص بالقرية 35,614 دولار. وكانت نسبة 1.1% من العائلات ونسبة 2.8% من السكان تحت خط الفقر، ولا أحد منهم تحت سن الثامنة عشر ونسبة 6.8% في الخامسة والستين من العمر وما فوق.

### تعداد عام 2010
بلغ عدد سكان سيلفير ليك 2,519 نسمة بحسب تعداد عام 2010، وبلغ عدد الأسر 1,004 أسرة وعدد العائلات 789 عائلة مقيمة في القرية. في حين سجلت الكثافة السكانية 1,773.9 نسمة لكل ميل مربع (684.9/كم2). وبلغ عدد الوحدات السكنية 1,066 وحدة بمتوسط كثافة قدره 750.7 لكل ميل مربع (289.8/كم2).
وتوزع التركيب العرقي للقرية بنسبة 96.9% من البيض و 0.1% من الأمريكيين الأصليين و 1.5% من الأمريكيين ذوي الأصول الآسيوية و 0.1% من سكان جزر المحيط الهادئ و 0.6% من الأمريكيين الأفارقة و 0.6% من عرقين مختلطين أو أكثر.
بلغ عدد الأسر 1,004 أسرة كانت نسبة 28.0% منها لديها أطفال تحت سن الثامنة عشر تعيش معهم، وبلغت نسبة الأزواج القاطنين مع بعضهم البعض 69.9% من أصل المجموع الكلي للأسر، ونسبة 6.3% من الأسر كان لديها معيلات من الإناث دون وجود شريك، بينما كانت نسبة 2.4% من الأسر لديها معيلون من الذكور دون وجود شريكة وكانت نسبة 21.4% من غير العائلات. تألفت نسبة 19.2% من أصل جميع الأسر من أفراد ونسبة 9.9% كانوا يعيش معهم شخص وحيد يبلغ من العمر 65 عاماً فما فوق. وبلغ متوسط حجم الأسرة المعيشية 2.85، أما متوسط حجم العائلات فبلغ 2.50.
بلغ العمر الوسطي للسكان 49.9 عاماً. وكانت نسبة 20.5% من القاطنين تحت سن الثامنة عشر، وكانت نسبة 5.7% بين الثامنة عشر والأربعة وعشرون عاماً، ونسبة 15.3% كانت واقعةً في الفئة العمرية ما بين الخامسة والعشرون حتى والأربعة وأربعون عاماً، ونسبة 38.9% كانت ما بين الخامسة والأربعون حتى الرابعة والستون، ونسبة 19.7% كانت ضمن فئة الخامسة والستون عاماً فما فوق. وتوزع التركيب الجنسي للسكان بنسبة 49.8% ذكور و50.2% إناث.